# Ngã Sáu
Ngã Sáu là thị trấn huyện lỵ của huyện Châu Thành, tỉnh Hậu Giang, Việt Nam.

## Địa lý
Thị trấn Ngã Sáu là nơi giao nhau của sáu dòng kênh: Cái Dầu, Xẻo Chồi, Cái Muồng Nhỏ, Cái Muồng Lớn, Kinh Xáng và Long Thạnh, có vị trí địa lý:
- Phía đông giáp xã Phú Hữu
- Phía tây giáp xã Đông Phước A
- Phía nam giáp xã Đông Phước
- Phía bắc giáp xã Đông Thạnh và xã Đông Phú.

Thị trấn Ngã Sáu có diện tích 14,23 km², dân số năm 2019 là 9.189 người, mật độ dân số đạt 646 người/km².

## Lịch sử
Thị trấn Ngã Sáu được thành lập vào ngày 10 tháng 7 năm 2001 trên cơ sở điều chỉnh 1.100 ha diện tích tự nhiên và 5.530 của xã Đông Phước. Tuy nhiên, huyện lỵ huyện Châu Thành khi đó đặt tại thị trấn Cái Răng cũ.
Năm 2004, tỉnh Cần Thơ cũ chia tách thành thành phố Cần Thơ và tỉnh Hậu Giang. Theo đó, thị trấn Cái Răng và một phần các xã Đông Thạnh, Phú An, Đông Phú được điều chỉnh về quận Cái Răng mới thành lập thuộc thành phố Cần Thơ; phần còn lại của huyện Châu Thành thuộc tỉnh Hậu Giang. Đồng thời, huyện lỵ huyện Châu Thành được dời về thị trấn Ngã Sáu.
Ngày 11 tháng 7 năm 2019, Hội đồng Nhân dân tỉnh Hậu Giang ban hành Nghị quyết 11/2019/NQ-HĐND về việc:
- Sáp nhập ấp Kinh Mới vào ấp Đông Mỹ
- Sáp nhập ấp Đông Thuận vào ấp Phước Thuận.

Đến năm 2019, thị trấn Ngã Sáu có diện tích 10,54 km², dân số là 8.159 người, mật độ dân số đạt 774 người/km², được chia thành 6 ấp: Thị Trấn, Thuận Hưng, Tân Hưng, Phước Thuận, Đông Mỹ, Đông Bình.
Ngày 10 tháng 1 năm 2020, Ủy ban Thường vụ Quốc hội ban hành Nghị quyết số 869/NQ-UBTVQH14 về việc sắp xếp các đơn vị hành chính cấp huyện, cấp xã thuộc tỉnh Hậu Giang (nghị quyết có hiệu lực từ ngày 1 tháng 2 năm 2020). Theo đó, sáp nhập 3,69 km² diện tích tự nhiên và 1.030 người của xã Phú An vừa giải thể vào thị trấn Ngã Sáu.
Sau khi sáp nhập, thị trấn Ngã Sáu có diện tích 14,23 km², dân số là 9.189 người.

## Hành chính
Thị trấn Ngã Sáu được chia thành 7 ấp: Đông Bình, Đông Mỹ, Khánh Hội, Phú Hưng, Phước Thuận, Tân Hưng, Thị Trấn, Thuận Hưng.